# Жихарєв Микола Семенович
Микола Семенович Жи́харєв (нар. 26 вересня 1936, Семенівка — пом. 18 травня 1989, Маріуполь) — український радянський російськомовний письменник; член Спілки письменників України з 1975 року.

## Біографія
Народився 26 вересня 1936 року в селі Семенівці (нині Каховський район Херсонської області, Україна). Після навчання у загальноосвітній школі у 1951 році закінчив Херсонський машинобудівний технікум, у 1962 році — Одеське вище інженерне морське училище.
Працював у Чорноморському та Азовському морських пароплавствах. Декілька років працював капітаном навчального судна «Аквалангіст» флотилії юних моряків.
Загинув у Маріуполі у автокатастрофі 18 травня 1989 року.

## Творчість
Перші спроби писати почав в Одесі, під час навчання. Працюючи за розподіленням у Маріуполі, вступив до літературного клубу «Азов'є». Автор мариністичних творів, сюжети яких тісно пов'язані з Азовським морем та Приазов'ям. В них автор порушив проблеми виховання підлітків, охорони природи. Писав російською мовою. Дебютував 1955 року оповіданням у маріупольській газеті «Приазовский рабочий». Серед публікацій:
- «Азовские перекаты: Повести, рассказы». Донецьк, 1971; 1985 (про море та його трудівників);
- «Низовой ветер: Повести, рассказы». Донецьк, 1974;
- «Биография подвига: Документальная повесть». Київ, 1977 (про будівників заводу «Азовсталь»);
- «Хлебный рейс» [Уривки] // Прибой: Литературно-публицистический альманах. Маріуполь, 2002 (повість про переміщення хлібних запасів під час голоду в 1947—1948 роки; у радянський період не була опублікована з ідеологічних причин).

## Вшанування
У його рідному селі Семенівці, у музеї історії школи Семенівського навчально-виробничого комбінату, створена експозиція, присвячена творчості письменника.